# Dirphya imitans
Dirphya imitans là một loài bọ cánh cứng trong họ Cerambycidae.